# Sockel A
Der Sockel A (auch: Sockel 462 oder Sockel A (462); englisch Socket A, Socket 462 oder Socket A (462)) ist ein Prozessorsockel für AMD-Prozessoren der Athlon-, Duron-, Athlon-XP-, Sempron- und Geode-Baureihen.
Der Sockel A löste den Vorgänger Slot A ab, nachdem AMD den Prozessorkern und den Cache ihrer Prozessoren auf einem gemeinsamen Die herstellen konnte.
Der Sockel A war einer der langlebigsten Sockel der PC-Geschichte und wurde erst vom Sockel 754 für Athlon 64 und den neuen Sempron, Sockel 939 für Athlon 64, Athlon 64 FX und Opteron und Sockel 940 für Athlon FX und Opteron abgelöst. Der letzte Athlon-XP-Prozessor wurde von AMD Anfang Juli 2005 produziert. Allerdings werden noch Boards für diesen Sockel produziert, da AMD unter dem Namen Geode NX 1500@6W besonders stromsparende Prozessoren anbietet. Diese Hauptplatinen sind entweder mit SiS 741GX- oder VIA KN400A-Chipsätzen ausgestattet.
Auf Basis des Sockel A wurden die ersten IA-32-Prozessoren mit mehr als 1 GHz Taktrate ausgeliefert.